# An Essay on the Nature and Significance of Economic Science
O Ensaio (1932, 2nd ed., 1935, 158 pp.) de Lionel Robbins procurou definir mais precisamente a economia como ciência e obter implicações substantivas. A análise é relativa às "soluções aceitas de problemas particulares" baseada na melhor prática moderna, incluindo especialmente os trabalhos de Philip Wicksteed, Ludwig von Mises, e outros economistas da Europa continental. Robbins descarta a originalidade mas expressa esperança em ter dado uma maior força expositória a alguns pontos de determinados princípios "nem sempre claramente expostos." (1935, pp. xiv-xvi)

## Maiores proposições
Robbins propõe e defende que a economia enquanto ciência é:
- 1. o estudo do "comportamento humano como uma relação entre finalidades e recursos escassos" com usos alternativos (1935, p. 16)
- 2. relevante no estudo de um aspecto do comportamento (baseado na escassez), não sobre certos tipos de comportamentos (p. 17)
- 3. neutra dentre finalidades porém relevante para qualquer finalidade que dependa de recurssos escassos (p. 24)
- 4. incapaz de determinar por observação ou introspecção que a 'lei' da utilidade marginal decrescente, para qualquer indivíduo, implica que uma redistribuição de renda de ricos para pobres aumentaria a utilidade total (p. 137), excluindo assim a comparabilidade interpessoal da utilidade da esfera da ciência.
- 5. não faz juízos de valor (p. 148).

## Influência
A definição de Robbins da economia não é incomum em livros didáticos atuais com variações que refletem o seu uso. Seu Ensaio é um dos trabalhos mais citados na metodologia e filosofia da economia no período 1932-1960.   Importantes distinções contidas em seu trabalho tem sido amplamente aceitas, pelo menos como ponto de partida para análises subsequentes.  (Corry, 1987, p. 207)